# Madonna del Popolo
La Madonna del Popolo es un cuadro de Federico Barocci que representa a la Virgen María y las obras de misericordia. Pintado entre 1575 y 1579, se conserva en la Galería Uffizi de Florencia. Está firmado y fechado (FEDERICVS BAROTIVS VRBINAS MDLXXIX).

## Historia
La obra fue inicialmente encargada al pintor Giorgio Vasari por la Fraternidad de Laicos de Arezzo, como retablo de la capilla de la fraternidad en la iglesia de Santa Maria della Pieve. En 1574, después de la muerte de Vasari, la tarea se confió a Barocci, quien trabajó en ella hasta 1579 (fecha escrita por el propio autor en el cuadro). El tema inicialmente encargado fue el "Misterio de la Misericordia", pero el artista propuso una variación. 
Después de largos estudios, documentados por los numerosos dibujos y bocetos preparatorios del autor (conservados, entre otros, en el Museo Británico, en el gabinete de dibujos y grabados de los Uffizi y en el Kupferstichkabinett de Berlín), el trabajo fue entregado en 1579 y colocado en la parroquia de Arezzo, acompañado de otra obra para ser colocada encima, con el tema de Dios Padre bendiciendo, que se encuentra hoy en el Museo Nacional de Arte Medieval y Moderno de Arezzo.
Durante el siglo XVII la obra gozó de gran fama: se dice que pintores como Cigoli o Gregorio Pagani fueron específicamente a Arezzo para verla y estudiarla. En 1786 la pintura fue comprada por el Gran Duque de Toscana Pedro Leopoldo y transferida en 1787 a la Galería Uffizi, donde todavía se encuentra.

## Descripción
El contrato con la hermandad preveía la representación del "misterio de la misericordia u otro misterio e historia de la gloriosa Virgen". Sin embargo, el pintor decidió representar un tema más libre y moderno, con la gente recurriendo a María, quien a su vez intercede ante Cristo, representado en actitud de bendecir en la parte superior del cuadro. 
A continuación, dentro del escorzo de una ciudad, está representada una multitud diferenciada, en la que se puede reconocer a las personas de clase acomodada (las mujeres ricas y enjoyadas en oración), así como a los pobres (como la mujer con el niño que recibe una limosna de un jovencísimo caballero justo al borde de la escena); hay un mendigo en el suelo con una botella de agua junto a un músico ciego o con los ojos cerrados que tañe la zanfona; muy expresivos y captados en momentos de inmediato realismo son los niños que aparecen en la obra, como el que intenta coger el libro de oraciones que sostiene una mujer, o como el que está arrodillado junto a su madre mientras sonríe distraído por la música del tañedor de zanfona. De gran vivacidad son detalles como el perrito en primer plano a la derecha, o el angelito al lado de Jesús, que parece inclinado por un movimiento de inocente timidez. 
La aparición de Jesús, María y la paloma del Espíritu Santo, rodeados de angelitos, está lejos de ser abstracta e irreal: sus nubes proyectan una sombra en el centro del retablo del que parte la multitud para ver la presencia sobrenatural. 

## Estilo
La composición de la Madonna del Popolo es más suelta y libre que nunca, a diferencia de las obras de Barocci de unos años antes, como la Deposición de la Catedral de Perugia. El espacio está lleno de figuras dispuestas en círculo, lo que da aire y profundidad a la escena inferior. Los colores son brillantes, y parecen raros y preciosos gracias a los delicados efectos iridiscentes. 